# Sahar Trabelsi
Sahar Trabelsi (ur. 21 czerwca 1993) – tunezyjska judoczka. Startowała w Pucharze Świata w 2014, 2015 i 2017. Brązowa medalistka igrzysk afrykańskich w 2015. Zdobyła trzy medale na mistrzostwach Afryki w latach 2013 - 2017. Wicemistrzyni igrzysk frankofońskich w 2013 roku